# Число ван дер Вардена
Числом ван дер Вардена {\displaystyle W(r,\;k)} называется наименьшее {\displaystyle N} такое, что в любой раскраске множества {\displaystyle \{1,\;2,\;\ldots ,\;N\}} в {\displaystyle r} цветов найдётся одноцветная арифметическая прогрессия длины {\displaystyle k}. Существование этих чисел гарантирует теорема ван дер Вардена из теории Рамсея.

## Оценка чисел ван дер Вардена
Есть два случая, в которых число ван дер Вардена {\displaystyle W(r,\;k)} легко вычислить:
Во-первых, когда число цветов {\displaystyle r} равно 1, очевидно {\displaystyle W(1,\;k)=k} для любого целого {\displaystyle k}, так как один цвет производит только тривиальные раскраски RRRR…RRR (для одного цвета, обозначаемого {\displaystyle R}).
Во-вторых, если длина {\displaystyle K} требуемой арифметической прогрессии равна 2, то {\displaystyle W(r,\;2)=r+1}, так как можно построить раскраску, которая избегает арифметических прогрессий длины 2, используя каждый цвет не более одного раза, но используя любой цвет дважды, создает арифметическую прогрессию длины 2. (Например, для {\displaystyle r=3} самой длинной раскраской, избегающей арифметической прогрессии длины 2, является RGB.)
Есть только семь других чисел ван дер Вардена, которые известны точно.
В приведенной ниже таблице приведены точные значения и границы значений {\displaystyle W(r,\;k)}.
| k\r | 2 цвета  | 3 цвета     | 4 цвета     | 5 цветов       | 6 цветов       |
| --- | -------- | ----------- | ----------- | -------------- | -------------- |
| 3   | 9        | 27          | 76          | >170           | >223           |
| 4   | 35       | 293         | >1048       | >2254          | >9778          |
| 5   | 178      | >2173       | >17 705     | >98 740        | >98 748        |
| 6   | 1132     | >11 191     | >91 331     | >540 025       | >816 981       |
| 7   | >3703    | >48 811     | >420 217    | >1 381 687     | >7 465 909     |
| 8   | >11 495  | >238 400    | >2 388 317  | >10 743 258    | >57 445 718    |
| 9   | >41 265  | >932 745    | >10 898 729 | >79 706 009    | >458 062 329   |
| 10  | >103 474 | >4 173 724  | >76 049 218 | >542 694 970   | >2 615 305 384 |
| 11  | >193 941 | >18 603 731 | >30 551 357 | >2 967 283 511 | >3 004 668 671 |

Уильям Гауэрс доказал, что числа ван дер Вардена с {\displaystyle R\geqslant 2} ограничиваются сверху
{\displaystyle W(r,\;k)\leqslant 2^{2^{r^{2^{2^{k+9}}}}}.}
Элвин Берлекэмп доказал, что для простого числа {\displaystyle p}, 2-цветное число ван дер Вардена количество ограничено снизу
{\displaystyle p\cdot 2^{p}\leqslant W(2,\;p+1).}
Иногда также используется обозначение {\displaystyle w(r;\;k_{1},\;k_{2},\;\ldots ,\;k_{r})}, которое означает наименьшее число {\displaystyle w} такое, что любая раскраска целых чисел {\displaystyle \{1,\;2,\;\ldots ,\;w\}} с {\displaystyle R} цветами содержит прогрессию длины {\displaystyle k_{i}} цвета {\displaystyle i}, для некоторых {\displaystyle i}. Такие числа называются недиагональными числами ван дер Вардена.
Таким образом: {\displaystyle W(r,\;k)=w(r;\;k,\;k,\;\ldots ,\;k)}.